# Shaka Hislop
Neil Shaka Hislop (Hackney, 22 febbraio 1969) è un ex calciatore trinidadiano con cittadinanza inglese, di ruolo portiere.
Anche suo cugino Makan è un calciatore.

## Carriera

### Club
Cresciuto nell'Howard Bison, nel 1992 si è trasferito in Inghilterra, al Reading. Nel 1995 si è trasferito al Newcastle United, con cui ha esordito in Premier League nella stagione 1995-1996. Dopo tre stagioni al Newcastle United, si è trasferito al West Ham United. L'8 novembre 1998, con la maglia del West Ham durante una gara di Premier League contro il Chelsea, si è scontrato con l'attaccante italiano Pierluigi Casiraghi. Quest'ultimo ha subito la frattura del ginocchio che lo ha costretto al ritiro dal calcio professionistico. Nel 2002 si è trasferito al Portsmouth, in First Division, con cui ha ottenuto la promozione in Premier League nel 2003. Nel 2005 è tornato al West Ham United, che nell'estate 2006 lo ha ceduto agli statunitensi del Dallas. Nel 2007 si è ritirato.

### Nazionale
Al Campionato mondiale di calcio 2006 Hislop è stato il portiere titolare di Trinidad e Tobago, in cui ha potuto giocare grazie alla cittadinanza dei genitori, prendendo il posto dell'infortunato Kelvin Jack. Esordisce contro la Svezia, la partita termina 0-0. Gioca anche la gara successiva persa 2-0 contro l'Inghilterra. In precedenza ha disputato una partita con la maglia dell'Inghilterra Under-21.
Ha debuttato nella Nazionale caraibica il 28 marzo 1999 contro la Giamaica ed ha fatto parte della squadra che ha disputato i Mondiali del 2006, a cui Trinidad e Tobago ha partecipato per la prima volta.

## Statistiche

### Presenze e reti nei club
| Stagione             | Squadra              | Campionato           | Campionato | Campionato | Coppe nazionali | Coppe nazionali | Coppe nazionali | Coppe continentali | Coppe continentali | Coppe continentali | Altre coppe | Altre coppe | Altre coppe | Totale | Totale |
| Stagione             | Squadra              | Comp                 | Pres       | Reti       | Comp            | Pres            | Reti            | Comp               | Pres               | Reti               | Comp        | Pres        | Reti        | Pres   | Reti   |
| -------------------- | -------------------- | -------------------- | ---------- | ---------- | --------------- | --------------- | --------------- | ------------------ | ------------------ | ------------------ | ----------- | ----------- | ----------- | ------ | ------ |
| 1992-1993            | Reading              | SD                   | 12         | -?         | FACup+CdL       | -               | -               | -                  | -                  | -                  | -           | -           | -           | 12     | -?     |
| 1993-1994            | Reading              | SD                   | 46         | -?         | FACup+CdL       | -               | -               | -                  | -                  | -                  | -           | -           | -           | 46     | -?     |
| 1994-1995            | Reading              | FD                   | 46         | -?         | FACup+CdL       | -               | -               | -                  | -                  | -                  | -           | -           | -           | 46     | -?     |
| Totale Reading       | Totale Reading       | Totale Reading       | 104        | -?         |                 | -               | -               |                    | -                  | -                  |             | -           | -           | 104    | -?     |
| 1995-1996            | Newcastle Utd        | PL                   | 24         | -20        | FACup+CdL       | 0+4             | -1              | -                  | -                  | -                  | -           | -           | -           | 28     | -21    |
| 1996-1997            | Newcastle Utd        | PL                   | 16         | -21        | FACup+CdL       | 3+1             | -4 + -0         | -                  | -                  | -                  | -           | -           | -           | 20     | -25    |
| 1997-1998            | Newcastle Utd        | PL                   | 13         | -14        | FACup+CdL       | 3+3             | -2 + -2         | -                  | -                  | -                  | -           | -           | -           | 19     | -18    |
| Totale Newcastle Utd | Totale Newcastle Utd | Totale Newcastle Utd | 53         | -55        |                 | 14              | -9              |                    | -                  | -                  |             | -           | -           | 53     | -55    |
| 1998-1999            | West Ham             | PL                   | 37         | -50        | FACup+CdL       | 2+2             | -2 + -3         | -                  | -                  | -                  | -           | -           | -           | 41     | -55    |
| 1999-2000            | West Ham             | PL                   | 22         | -23        | FACup+CdL       | 1+3             | -1 + -7         | Int                | 9                  | -6                 | -           | -           | -           | 35     | -37    |
| 2000-2001            | West Ham             | PL                   | 34         | -43        | FACup+CdL       | 4+4             | -5 + -3         | -                  | -                  | -                  | -           | -           | -           | 42     | -51    |
| 2001-2002            | West Ham             | PL                   | 12         | -25        | FACup+CdL       | 0+1             | 0               | -                  | -                  | -                  | -           | -           | -           | 13     | -25    |
| 2002-2003            | Portsmouth           | FD                   | 46         | -45        | FACup+CdL       | 1+2             | -4 + -3         | -                  | -                  | -                  | -           | -           | -           | 49     | -52    |
| 2003-2004            | Portsmouth           | PL                   | 30         | -40        | FACup+CdL       | 4+0             | -7              | -                  | -                  | -                  | -           | -           | -           | 34     | -47    |
| 2004-2005            | Portsmouth           | PL                   | 17         | -23        | FACup+CdL       | 0+0             | 0               | -                  | -                  | -                  | -           | -           | -           | 17     | -23    |
| Totale Portsmouth    | Totale Portsmouth    | Totale Portsmouth    | 93         | -108       |                 | 7               | -14             |                    | -                  | -                  |             | -           | -           | 100    | -122   |
| 2005-2006            | West Ham             | PL                   | 16         | -21        | FACup+CdL       | 7+2             | -8 + -3         | -                  | -                  | -                  | -           | -           | -           | 25     | -32    |
| Totale West Ham      | Totale West Ham      | Totale West Ham      | 121        | -162       |                 | 26              | -32             |                    | 9                  | -6                 |             | -           | -           | 156    | -200   |
| 2006                 | Dallas               | MLS                  | 4          | -10        | -               | -               | -               | -                  | -                  | -                  | -           | -           | -           | 4      | -10    |
| 2007                 | Dallas               | MLS                  | 6          | -9         | -               | -               | -               | -                  | -                  | -                  | -           | -           | -           | 6      | -9     |
| Totale Dallas        | Totale Dallas        | Totale Dallas        | 10         | -19        |                 | -               | -               |                    | -                  | -                  |             | -           | -           | 10     | -19    |
| Totale carriera      | Totale carriera      | Totale carriera      | 381        | -344+      |                 | -               | -               |                    | 9                  | -6                 |             | -           | -           | 390    | -350+  |

## Palmarès

### Club

#### Competizioni internazionali
- Coppa Intertoto UEFA: 1

West Ham: 1999